# Mark Rydell

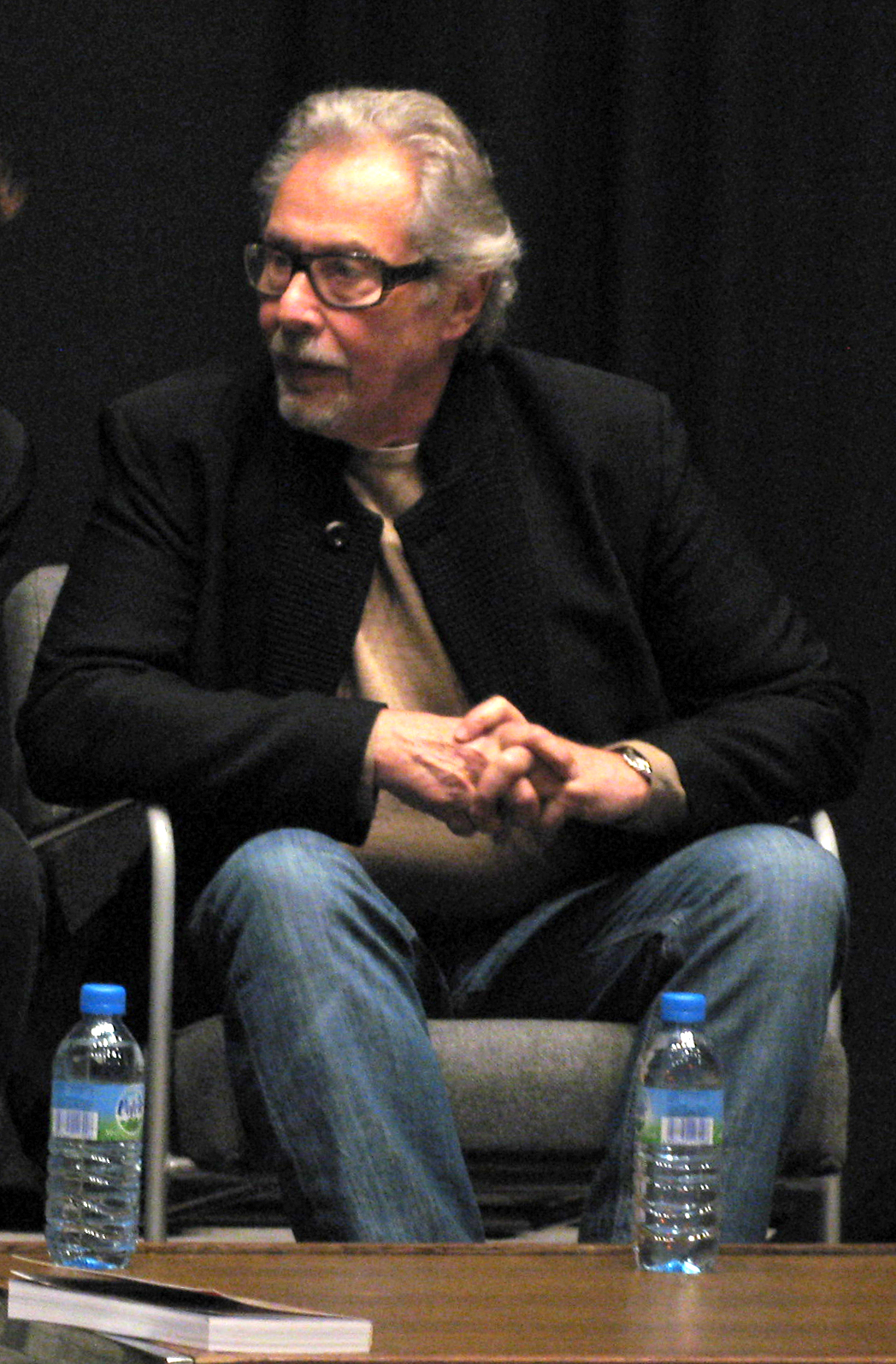
Mark Rydell (2008)

Mark Rydell (* 23. März 1929 in New York City) ist ein US-amerikanischer Filmregisseur, Produzent und Schauspieler.

## Leben
Mark Rydell ließ sich in New York an der Juilliard School, dem „Neighborhood Playhouse School“ und schließlich im Actors Studio von Lee Strasberg in Schauspiel und Dramaturgie ausbilden. In den 1950er Jahren war er ein vielbeschäftigter Schauspieler und Musiker. So spielte er zwischen 1956 und 1962 in der CBS-Seifenoper Jung und Leidenschaftlich – Wie das Leben so spielt (As the World Turns) eine regelmäßige Rolle. 1956 erhielt er in Entfesselte Jugend von Don Siegel seine erste Kinorolle als kriminelles Bandenmitglied.
In den 1960er-Jahren konnte Rydell sich einen Ruf als versierter Regisseur von Fernsehserien erwerben. Seine erste Arbeit als Filmregisseur war The Fox von 1968, die Verfilmung einer Erzählung von D. H. Lawrence. Der Film gewann einen Golden Globe Award und brachte Komponist Lalo Schifrin eine Nominierung für die beste Musik bei den Oscars ein. Anschließend konnte sich Rydell als Filmemacher in Hollywood etablieren. Unter anderem drehte er die auf einem Roman von William Faulkner basierende Filmkomödie Der Gauner (1969) mit Steve McQueen, den Western Die Cowboys (1972) mit John Wayne sowie das Filmdrama The Rose (1979), mit dem Bette Midler in der Rolle einer selbstzerstörerischen Sängerin ihren großen Durchbruch in Hollywood feierte.
Einen seiner größten Erfolge erzielte Rydell 1981 mit dem Altersdrama Am goldenen See mit Katharine Hepburn und Henry Fonda in den Hauptrollen. Es war einer der kommerziell erfolgreichsten Filme des Jahres und Rydell wurde für den Oscar in der Kategorie Beste Regie nominiert, während seine beiden Hauptdarsteller sogar mit Oscars geehrt wurden. Rydells anschließende Kinofilme wie Menschen am Fluß (1983) und For the Boys (1991) erfreuten sich dagegen sowohl bei Kritikern als auch beim Publikum weniger Beliebtheit. Erst 2001 gelang ihm mit der Filmbiografie James Dean, in der James Franco die Titelrolle verkörperte, wieder ein Erfolg. Der Fernsehfilm gewann mehrere Emmys und einen Golden Globe für James Francos Darstellung. 2006 kehrte Rydell mit seinem letzten Film Tödlicher Einsatz mit Kim Basinger und Danny DeVito wieder auf die Kinoleinwand zurück. Das düstere Drama über Spielsucht konnte allerdings an den Kinokassen nur rund 110.000 US-Dollar einspielen.
Trotz seiner eigenen Karriere als Regisseur stand Rydell weiterhin gelegentlich für andere Filmemacher als Schauspieler vor der Kamera. 1973 hatte er einen markanten Auftritt als Gangster in Der Tod kennt keine Wiederkehr unter Regie seines langjährigen Freundes Robert Altman. Später hatte er Nebenrollen in Filmen wie Punchline – Der Knalleffekt von 1988 und Havanna (1990), letzterer entstand unter Regie von Sydney Pollack. Zusammen mit Pollack gründete Rydell Mitte der 1980er-Jahre die Filmproduktionsgesellschaft „Sandford Productions“.
Von 1962 bis 1973 war Mark Rydell mit der Schauspielerin Joanne Linville verheiratet. Ihre Kinder Christopher und Amy sind ebenfalls Schauspieler. Ein weiteres Kind hat er aus einer zweiten Ehe, die ebenfalls geschieden wurde.

## Filmografie (Auswahl)
Funktionen von Rydell: R= Regie, D= Darsteller, P= Produktion
- 1956: Entfesselte Jugend (Crime in the Streets) – Regie: Don Siegel – (D)
- 1967: The Fox – (R)
- 1969: Der Gauner (The Reivers) – (R)
- 1971: Die Cowboys (The Cowboys) – (P, R)
- 1972: Der Tod kennt keine Wiederkehr (The Long Goodbye) – Regie: Robert Altman – (D)
- 1973: Zapfenstreich (Cinderella Liberty) – (R, P)
- 1976: Und morgen wird ein Ding gedreht (Harry and Walter go to New York) – (R)
- 1979: The Rose – (R)
- 1981: Am goldenen See (On Golden Pond) – (R)
- 1983: Menschen am Fluß (The River) – (R)
- 1988: Punchline – Der Knalleffekt (Punchline) – Regie: David Seltzer – (D)
- 1990: Havanna (Havana)- Regie: Sydney Pollack – D
- 1991: Der Mann im Mond (The Man in the Moon) – Regie: Robert Mulligan – (P)
- 1991: For the Boys – Tage des Ruhms, Tage der Liebe (For the Boys) – (R)
- 1994: Begegnungen – Intersection (Intersection) – (P, R)
- 1996: Das Verbrechen des Jahrhunderts (Crime of the Century, Fernsehfilm) – (R)
- 2001: James Dean (Fernsehfilm) – (R, D)
- 2002: Hollywood Ending – Regie: Woody Allen – (D)
- 2006: Tödlicher Einsatz (Even Money) – (R, P, D)
- 2021: Senior Entourage – Regie: Brian Connors – (D)